# Fred Wellenhofer
Fred Wellenhofer (* 1958 in Graz) ist ein ehemaliger österreichischer Basketballspieler.

## Laufbahn
Wellenhofer, der erst mit 15 Jahren zum Basketballsport kam, entstammt der Nachwuchsarbeit des Grazer AK. Seine ersten Schritte in der Bundesliga unternahm der 2,06 Meter große Innenspieler ab 1977 bei ABC Merkur Graz. Mit Graz war er 1977/78 sowie 1978/79 im europäischen Vereinsbewerb Korać-Cup vertreten.
Seine erfolgreichste Zeit erlebte Wellenhofer beim UBSC Wien, für den er von 1979 bis 1986 spielte. 1980, 1981, 1982 und 1983 errang der Grazer mit dem UBSC den österreichischen Meistertitel. Neben den Bundesliga-Einsätzen kam Wellenhofer zu Spielen im Europapokal, trat mit den Wiener unter anderem gegen Großklubs wie Žalgiris Kaunas mit Arvydas Sabonis, FC Barcelona, KK Jugoplastika Split mit Toni Kukoč sowie PAOK Thessaloniki an. 1984/85 und 1985/86 erreichte er mit dem UBSC jeweils die Viertelfinalrunde im Europapokal der Pokalsieger. Zum Abschluss seiner Basketballzeit weilte er 1986/87 beim Bundesligisten UBC Mattersburg. Er war im Laufe seiner Karriere Mannschaftskamerad von Größen wie Peter Bilik, Mike Maloy Erich Tecka und Herbert Haselbacher.
Wellenhofer stand in 48 Länderspielen für Österreich auf dem Spielfeld, bestritt mit der Mannschaft 1984 die Olympiaqualifikation.
Beruflich wurde er in der Reisebranche tätig, war unter anderem bis April 2016 Geschäftsführer der Raiffeisen Reisen GmbH.